# Ilga (Lena)
Die Ilga (russisch Илга) ist ein linker Nebenfluss der Lena in der russischen Oblast Irkutsk.
Die Ilga entspringt auf dem Lena-Angara-Plateau etwa 150 km nördlich von Irkutsk. Die Ilga fließt überwiegend in nördlicher Richtung und mündet nach 289 km linksseitig in den Oberlauf der Lena. Die Ilga entwässert ein Areal von 10.400 km².